# Barbian
Barbian ([ˈbarbɪan]; italienisch Barbiano) ist eine italienische Gemeinde mit 1745 Einwohnern (Stand 31. Dezember 2023) im Eisacktal in Südtirol. Hauptort und Sitz der Gemeinde ist das gleichnamigen Dorf.

## Geographie

Blick auf Barbian von der gegenüberliegenden Talseite

Die Gemeinde liegt im Eisacktal auf der orographisch rechten, westlichen Talseite. Das Gemeindegebiet zieht sich vom Eisack bis zu Gipfeln der Sarntaler Alpen hinauf. Die drei größten Siedlungen sind der Hauptort Barbian, Saubach und Kollmann. Barbian und Saubach nehmen dabei Mittelgebirgslagen auf 840 m bzw. 800 m ein, Kollmann befindet sich nahe dem Talboden auf 500 m. Die höchstgelegene Ortschaft ist Bad Dreikirchen auf 1120 m. Westlich darüber erhebt sich das Rittner Horn, das mit 2260 m den höchsten Punkt des Gemeindegebiets darstellt.

## Geschichte

### Name
Der Name Barbian leitet sich wahrscheinlich vom lateinischen Personennamen „Barbius“ und dem Suffix -anu ab.

### Entstehung
Wann Barbian gegründet wurde, ist nicht bekannt. Archäologische Funde belegen, dass bereits vor den Römern Menschen durch das Barbianer Gebiet zogen und sich dort niederließen. In der Antike bestand bei Kollmann eine römerzeitliche Siedlung, deren Reste bei Bauarbeiten 1927 wieder zum Vorschein kamen und die in der Literatur oft mit der in antiken Quellen genannten Straßenstation Sublavio identifiziert wird. Durch datierbare Münzfunde kann ein Bestehen der Siedlung vom frühen 2. bis ins späte 4. Jahrhundert angenommen werden. 
Ersturkundlich ist die Örtlichkeit als „Parpian“ in den Jahren 993/94–1005 bezeugt, als in einer Traditionsnotiz des Hochstifts Freising der bayerische Graf Otto aus dem Geschlecht der Rapotonen dem Bischof Gottschalk von Freising dortigen Besitz übertrug.

### Wasserstreit zwischen den Gemeinden Barbian und Ritten
In den 1930er Jahren gab es Streit um das Wasser, da die Gemeinde Ritten Anspruch auf  die Pennleger-Quelle erhob, welche sich auf dem Gemeindegebiet von Barbian befindet. Der Streit um die Quelle begann, als die Pennleger-Quelle „öffentlich“ wurde. Darauf wurde der Gemeinde Barbian versichert, sie müsse sich keine Sorgen um die Quelle machen und suchte nicht um das Wasserrecht an. 1939 suchte die Gemeinde Ritten um die Ableitung der Pennleger-Quelle an. Darauf wehrten sich die Barbianer. Durch den Zweiten Weltkrieg blieb diese Angelegenheit lange Zeit liegen. In der Nachkriegszeit reichte Barbian das Ansuchen zur Wasserableitung ein, worauf die Streitereien wieder von vorne begannen. Der staatliche Wassermagistrat entschied, dass 60 % des Wassers an Ritten gehen sollen und 40 % an Barbian. Die Streitigkeiten um das Wasser hörten trotzdem nicht auf. Barbian war mit 40 % des Wassers zufrieden, Ritten wollte jedoch das gesamte Wasser für sich. Beide Gemeinden beanspruchten politische Unterstützung in dieser Frage. Durch Landesrat Michl Laimer fiel eine Entscheidung. Barbian meldete daraufhin wieder Rekurs an und legte die Entscheidung in die Hände der Südtiroler Landesregierung, die einen Kompromiss anbot. Die Gemeinde Ritten reichte dagegen Rekurs ein, dem aber vom Kassationsgericht nicht stattgegeben wurde, womit der Wasserstreit vorerst endete.

## Politik

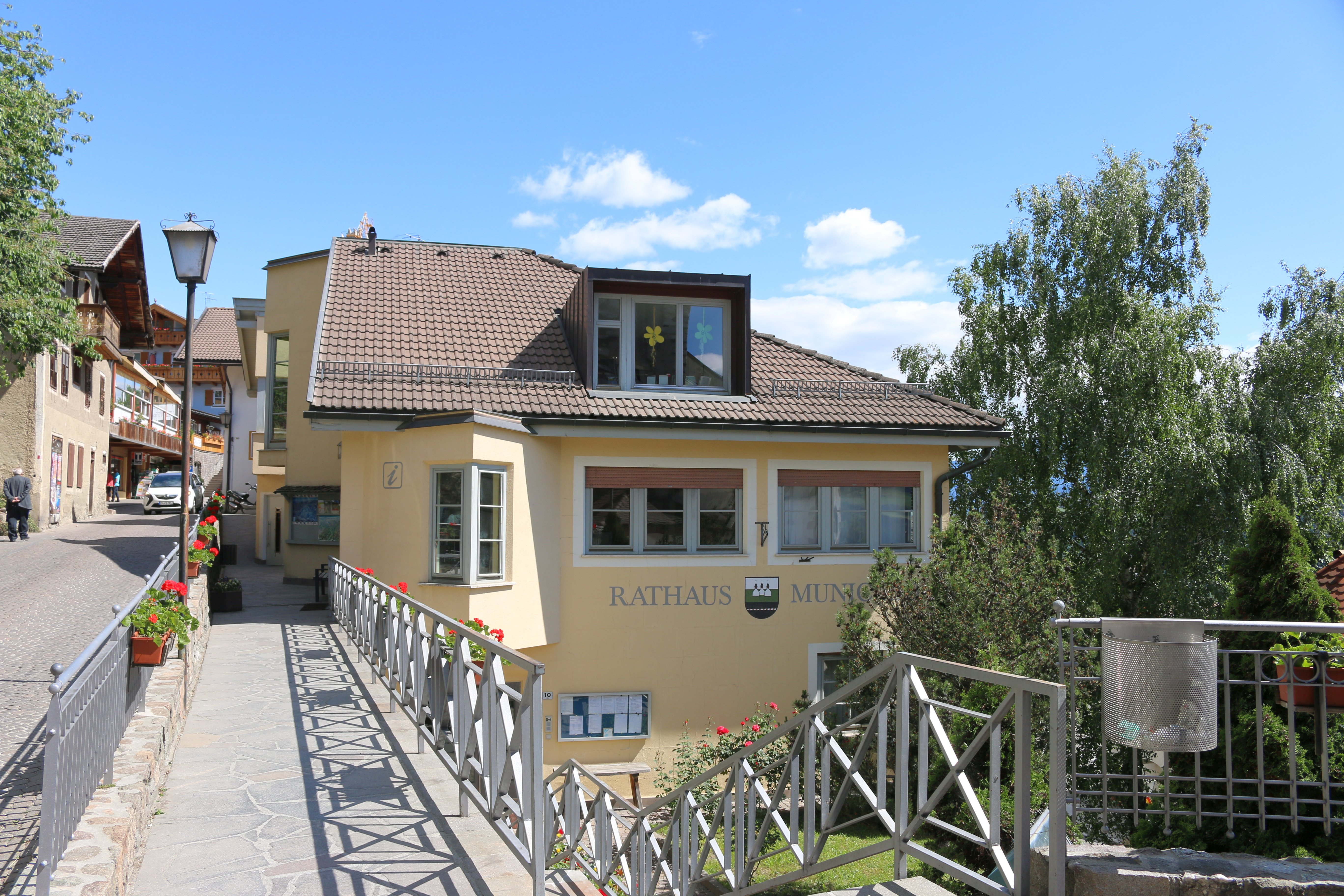
Rathaus

### Wappen
Das Wappen zeigt drei aneinandergereihte Kirchen auf grün-schwarzem Hintergrund. Der untere Teil des Wappens stellt die frühere Zollstation in Kollmann vor einem schwarzen Hintergrund dar.

### Bürgermeister
Bürgermeister waren seit 1952:
- Anton Rabensteiner: 1952–1960
- Ambros Rabensteiner: 1960–1964
- Hermann Rabanser: 1964–1969
- Anton Rabensteiner: 1969–1974
- Hermann Rabanser: 1974–1980
- Anton Krapf: 1980–2000
- Isidor Puntaier: 2000–2009
- Alfons Klammsteiner: 2009–2017
- Erich Mur: 2017–2025
- Josef Gafriller: seit 2025

## Bevölkerung
Barbian ist gemäß den erhobenen Sprachgruppenzugehörigkeitserklärungen bzw. Sprachgruppenzuordnungserklärungen eine weitgehend deutschsprachige Gemeinde. Als Berechnungsgrundlage der folgenden Prozentwerte wurden die gültigen Erklärungen von Personen mit italienischer Staatsbürgerschaft herangezogen.
| Sprache     | 1981    | 1991    | 2001    | 2011    | 2024    |
| ----------- | ------- | ------- | ------- | ------- | ------- |
| Deutsch     | 93,01 % | 94,80 % | 97,47 % | 97,53 % | 96,74 % |
| Italienisch | 6,18 %  | 4,56 %  | 2,02 %  | 1,87 %  | 1,88 %  |
| Ladinisch   | 0,81 %  | 0,64 %  | 0,51 %  | 0,60 %  | 1,38 %  |

## Bildung
In der Gemeinde bestehen zwei Grundschulen für die deutsche Sprachgruppe, nämlich im Hauptort Barbian und in Kollmann.

## Kultur und Sehenswürdigkeiten

### Sehenswürdigkeiten
- der schiefe Kirchturm der Pfarrkirche St. Jakob (bei einer Turmhöhe von etwa 37 m ist die Spitze 1,57 m aus dem Lot)
- Bad Dreikirchen, kleiner Weiler, in welchem sich drei aneinandergebaute kleine Kirchen befinden
- Wasserfall (86 m im freien Fall)
- die 120 Meter lange Hängebrücke über den Ganderbach entlang des Keschtnwegs nach Saubach
- das Heiliggrabkirchlein, unterhalb der Straße von Waidbruck nach Barbian, in der Nähe des Wohlaufhofes
- die ursprünglich 1480 unter Erzherzog Sigmund dem Münzreichen als Zollstätte errichtete Friedburg in Kollmann
- Pfarrkirche zur Heiligen Dreifaltigkeit in der Fraktion Kollmann, wurde 1588 mit dem Zollhaus errichtet und mehrfach umgebaut, der neugotische Hochaltar von 1894 konnte trotz des Dorfbrandes vom Februar 1938 bis heute erhalten werden
- in Dreikirchen befinden sich zwei gut erhaltene Häuser des Architekten Lois Welzenbacher

Sehenswürdigkeiten in und um Barbian
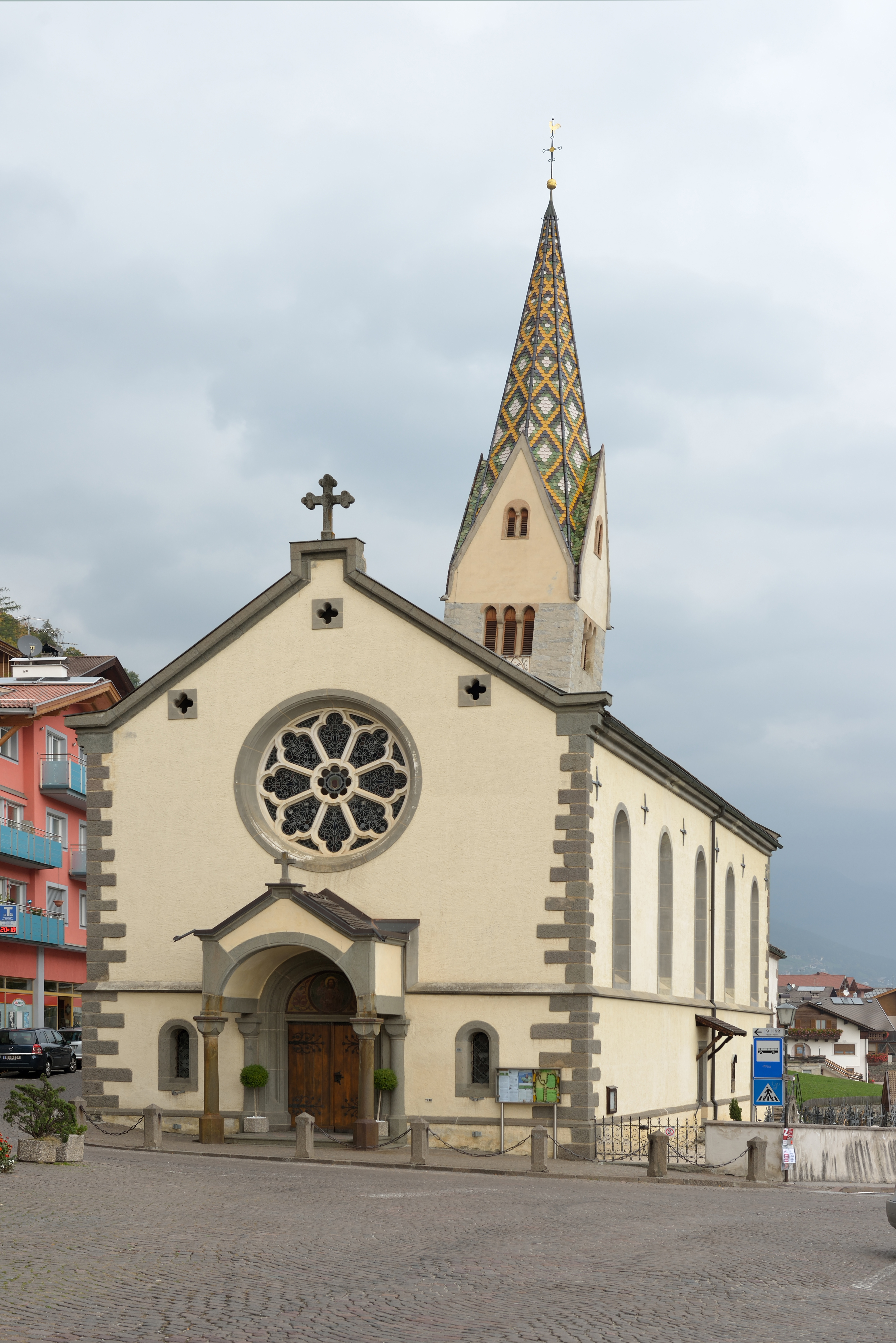
Schiefer Kirchturm von Barbian
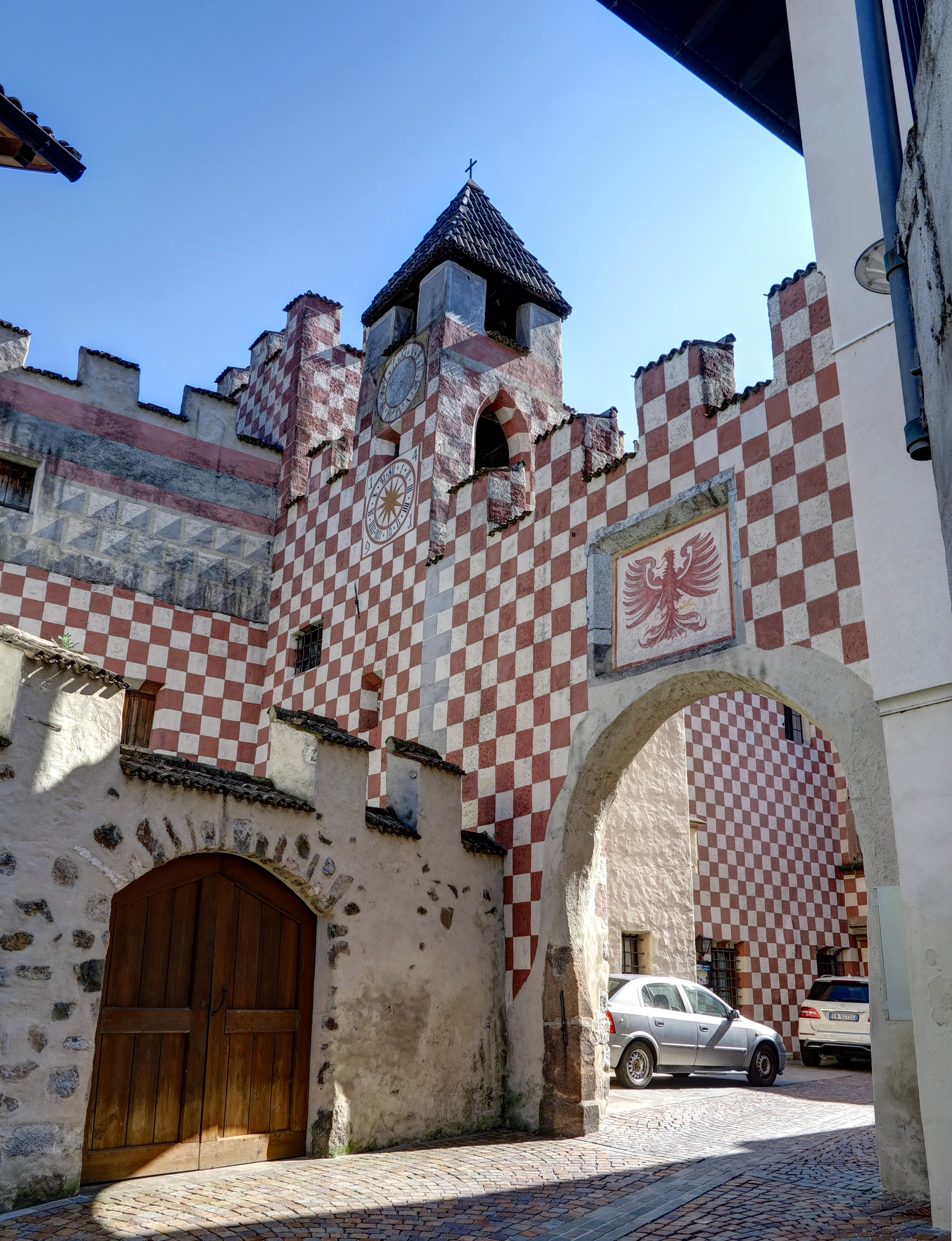
Friedburg in Kollmann
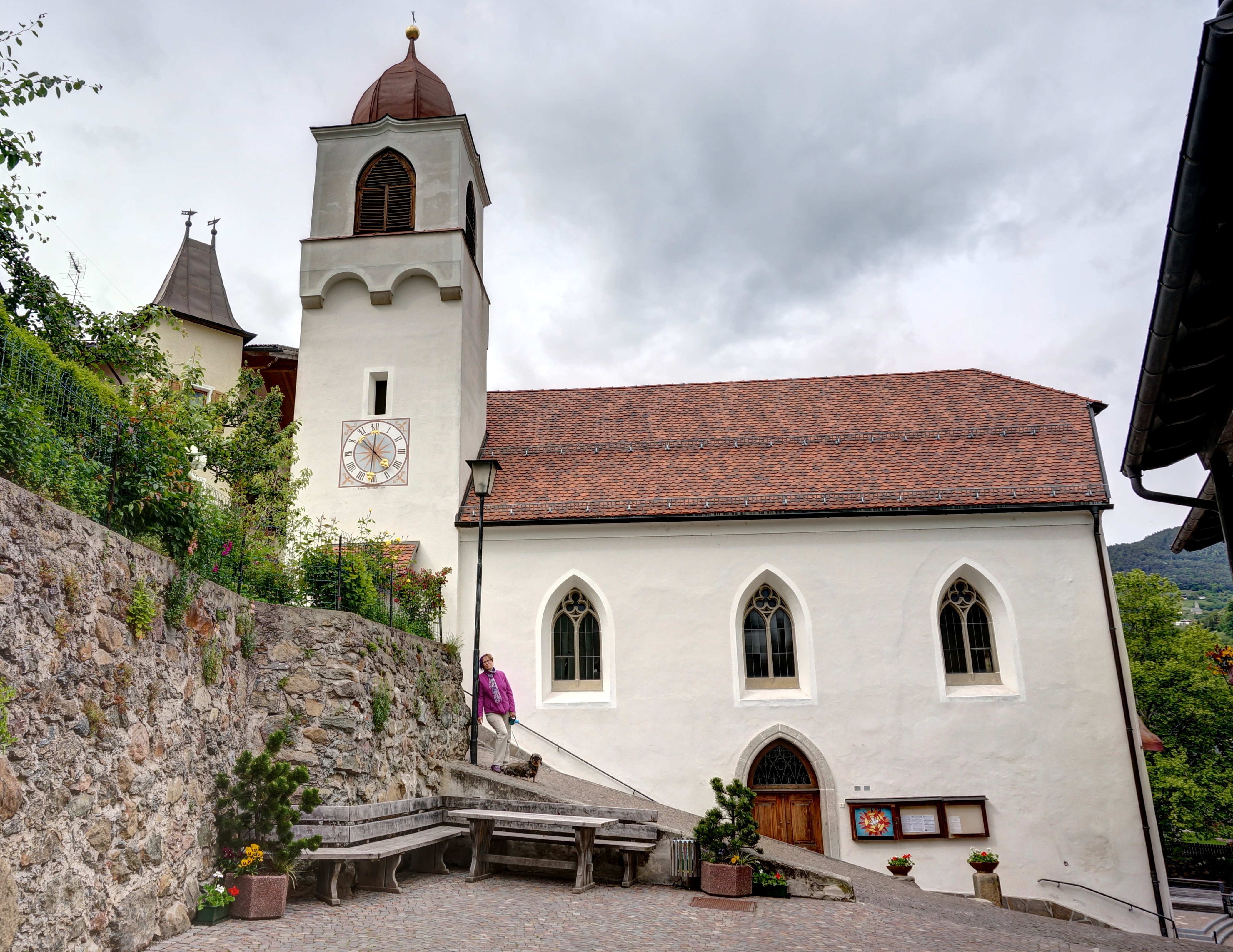
Pfarrkirche zur Allerheiligsten Dreifaltigkeit in Kollmann
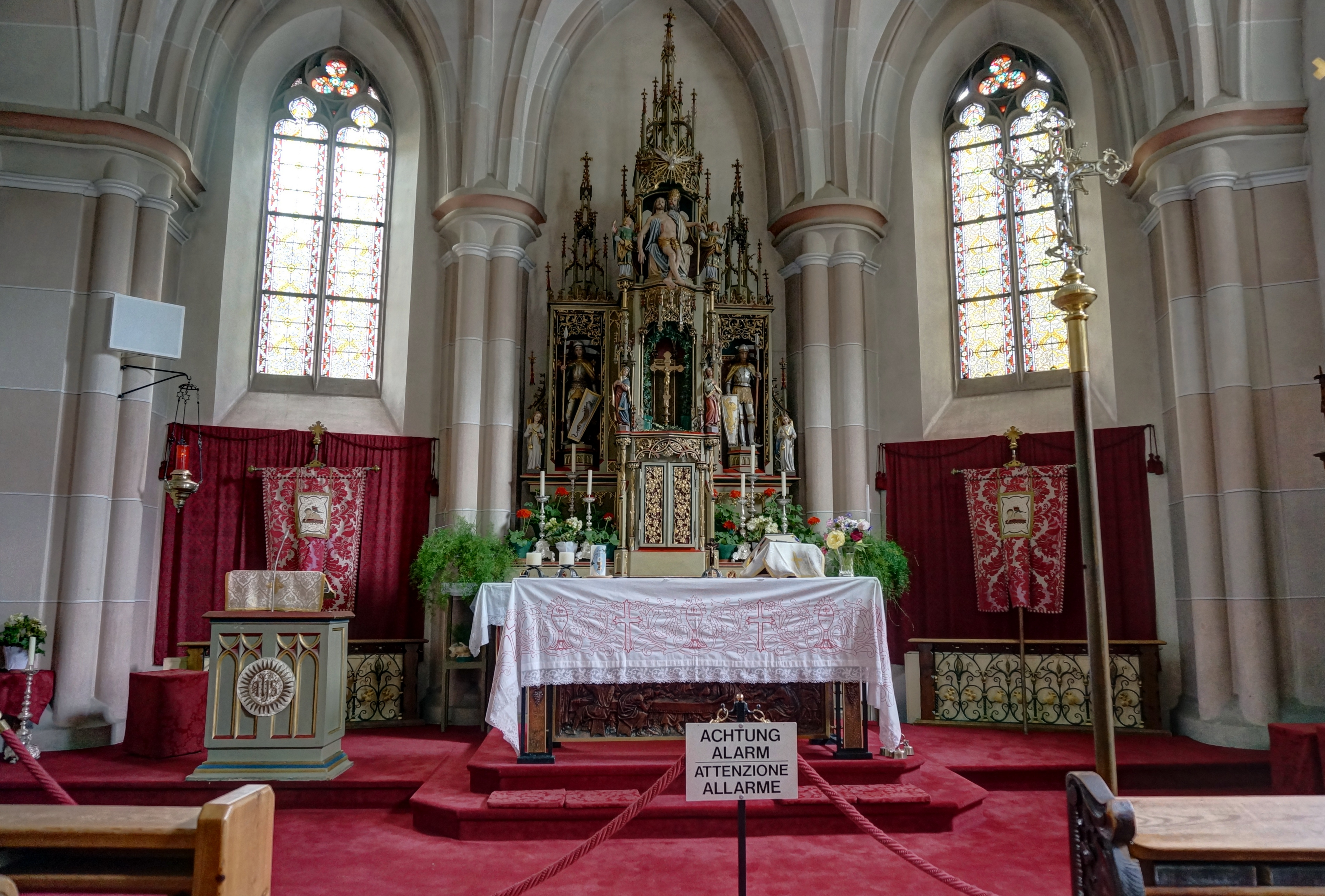
Hochaltar der Pfarrkirche von Kollmann

### Jakinger
Jakinger heißt die Gemeindezeitung. Der Name Jakinger setzt sich aus den Namensanfängen der alten Fraktionen St. Jakob, St. Ingenuin und St. Gertraud zusammen. Das Blatt erschien das erste Mal im Jahr 2009. Seitdem wird es jedes Jahr einmal im Januar, April, Juli und Oktober veröffentlicht. Der Jakinger berichtet über Ereignisse und Neuigkeiten in der Gemeinde Barbian. Er wird in der Kirche ausgelegt und kann von dort kostenlos mitgenommen werden.

### Vereine
Das Gemeindeleben wird von zahlreichen Vereinen und Ortsgruppen gestaltet. Die folgende Auflistung gibt einen Überblick über das Vereinsangebot:
- Alminteressentschaft Mearlboden
- Amateursportclub ASC Barbian
- Amateursportclub Kollmann ASV
- AVS Ortsgruppe Barbian
- Bergrettung Ritten/Barbian (Ortsstelle)
- Freiwillige Feuerwehr Barbian
- Imkerverein Barbian
- Jägerschaft
- Jugenddienst Klausen
- Katholische Frauenbewegung KFB Kollmann
- KJS Kath. Jungschar Südtirol
- KVW Katholischer Verband der Werktätigen – Barbian
- KVW Katholischer Verband der Werktätigen – Kollmann
- Musikkapelle Barbian
- Musikkapelle Kollmann
- Seniorenclub Barbian
- Seniorenclub Kollmann
- Südt. Katholische Jugend
- Südtt. Kriegs- und Frontkämpfer
- Südtiroler Bäuerinnenorganisation Barbian
- Südtiroler Bauernjugend Barbian
- SVP Ortsgruppe Barbian
- SVP Ortsgruppe Kollmann
- Verband der Krippenfreunde Barbian
- Volksbühne Barbian VB[10]

## Persönlichkeiten

### Söhne und Töchter der Gemeinde
- Sebastian Josef Mayrhofer (1784–1864), Jurist und Tiroler Freiheitskämpfer